# Ифимедија
Ифимедија је у грчкој митологији била Триопова кћерка и Алоејева супруга.

## Митологија
Ифимедија је страсно волела Посејдона и свакодневно је на морској обали изливала воду у своја недра. Он јој се најзад приказао у виду речног бога Енипеја и водио љубав са њом, те је она зачела и родила Алоаде (Ота и Ефијалта). Према другом предању, он се никада није појавио, па је она морском водом полила своје гениталије и тако затруднела. Имала је и кћерку Панкратију и обе су отели трачански пирати и одвели на Наксос или Санторини, али су их ипак вратили Алоадима.

## Култ
Њен гроб, као и гробови њених синова су приказивани у Антедону, а она је била обожавана као хероина у Миласији у Карији.

## У уметности
Представљао ју је старогрки сликар Полигнот са Делфа.